# Ressurreição dos mortos

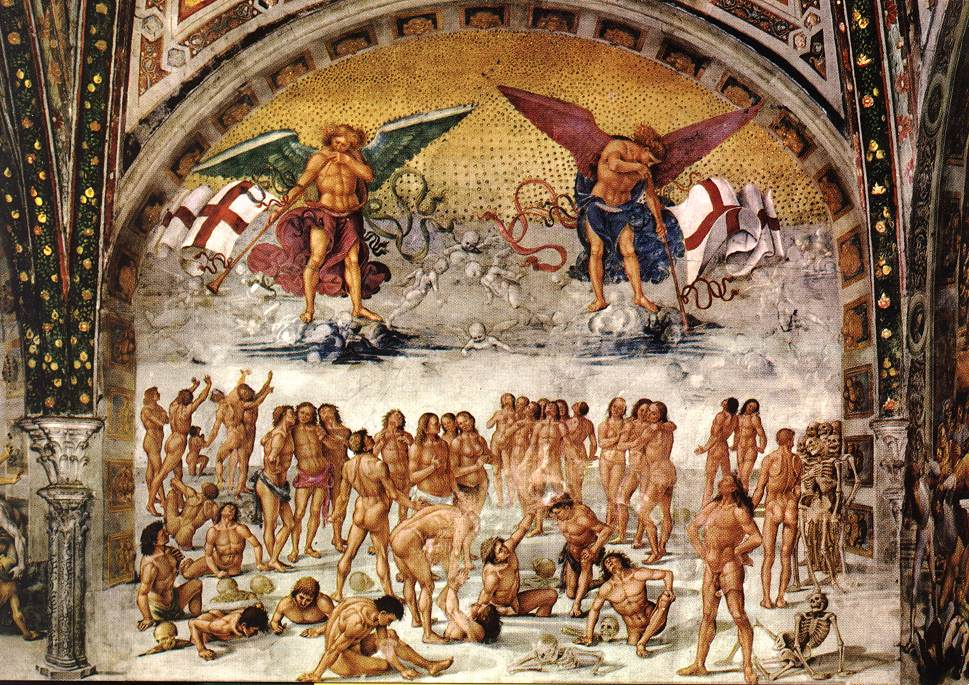
Ressurreição dos mortos.
1499-1502. Afresco de Luca Signorelli na Catedral de Orvieto, na Itália.

Ressurreição dos mortos, a crença de que os mortos serão trazidos de volta à vida, é um componente comum de diversas escatologias, principalmente a cristã, islâmica e judaica.

## Judaísmo

### Bíblia hebraica
A mais antiga referência na Bíblia hebraica de alguém "subindo" do sheol está na Canção de Ana (I Samuel 2:6). Porém, os comentaristas bíblicos geralmente indicam que este trecho deve ser lido de forma figurativa e não enxergam nele uma expectativa literal de Deus "descendo e subindo" ao Sheol. Passagens sobre a ressurreição antes do Livro de Daniel lidam principalmente da "ressurreição nacional", como é o caso de «Os teus mortos viverão; os meus cadáveres ressuscitarão» (Isaías 26:19). Esta passagem em Isaías tornou-se depois um ponto de discussão rabínica sobre a ressurreição. Ressurreições temporárias de indivíduos estão por toda a Bíblia, como é o caso de Elias e o filho da viúva em Sarepta: «Vê, teu filho vive!» (I Reis 17:23) Eliseu e a mulher sunamita: «Toma teu filho!» (II Reis 4:36) ou o contato com os ossos de Eliseu revivendo uma mulher: «tanto que ele tocou os ossos de Eliseu, reviveu e se levantou sobre os seus pés» (II Reis 13:21).

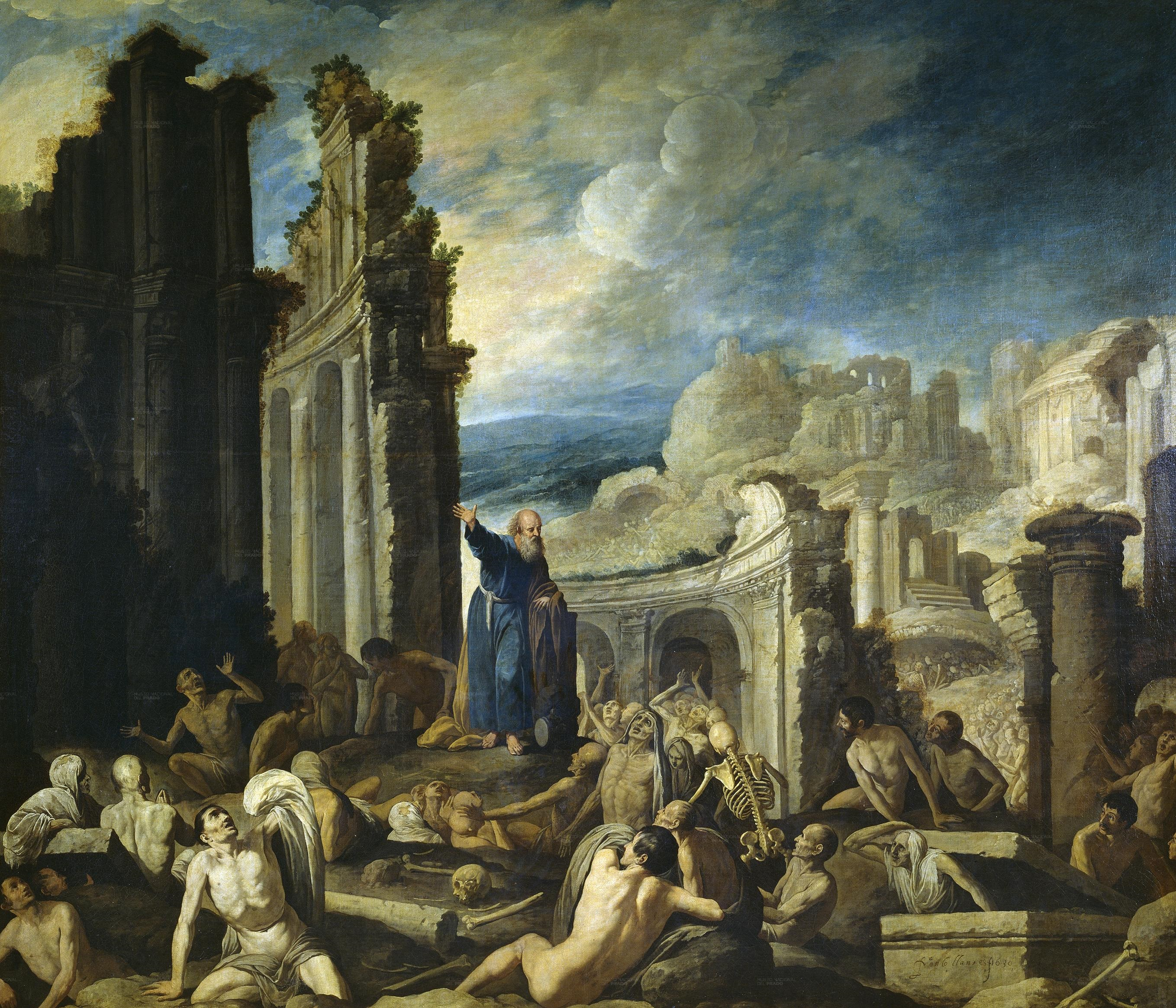
Profeta Ezequiel tem uma visão do "Vale dos Ossos" em, uma possível referência à crença da ressurreição no judaísmo que passou depois para o cristianismo através do Antigo Testamento.
1630. Por Francisco Collantes, atualmente no Museu do Prado, em Madrid.

De acordo com a Enciclopédia Judaica, o tópico aparece ainda em Jó 14:13–15, Jó 19:25–26, Ezequiel 37:5 e Daniel 12:1–4.

### Período do Segundo Templo (530 a.C. – 70 d.C.)
No período do Segundo Templo, há uma ampliação das doutrinas judaicas. O conceito de ressurreição do corpo físico aparece em II Macabeus, segundo o qual o evento irá ocorrer pela recriação da carne (II Macabeus 7:11, 28). A ressurreição dos mortos também aparece em detalhes nos livros não-canônicos de Enoque (I Enoque 61:2, 5), o Apocalipse de Baruque (II Baruque 50:2; II Baruque 51:5) e II Esdras. De acordo com o estudioso do judaísmo antigo, o britânico Philip R. Davies, há "pouca ou nenhuma evidência clara... seja para a imortalidade ou para a ressurreição dos mortos" nos Manuscritos do Mar Morto.
Tanto Flávio Josefo quanto os registros do Novo Testamento relatam que os saduceus não acreditavam numa vida após a morte, mas as fontes divergem sobre as crenças dos fariseus. O Novo Testamento alega que eles acreditavam na ressurreição, mas não especifica se o conceito incluía o corpo, a alma ou ambos (Atos 23:8). De acordo com Josefo, que era fariseu, os fariseus defendiam que apenas a alma era imortal e somente as almas dos bons serão reencarnadas e "passarão para outros corpos" enquanto que "as almas dos maus irão sofrer a punição eterna". O apóstolo Paulo, que também era fariseu (Atos 23:6; Atos 26:5), acreditava na ressurreição apenas de um corpo "espiritual", negando que o evento incluisse carne e osso (I Coríntios 1:29, I Coríntios 15:44, 50, Colossenses 2:11). O Jubileu parece fazer referência à ressurreição da alma apenas ou a uma ideia mais geral de uma alma imortal (Jubileu 23:31).

### Período rabínico
A ressurreição é uma crença centra da Mishná e é expressada em diversas ocasiões na liturgia judaica, como na oração matinal (Elohai Neshamah), na Shemoneh 'Esreh nos serviços funerários. Para Maimonides, o décimo-terceiro e último de seus artigos de fé era: "Eu acredito firmemente que irá ocorrer um reavivamento dos mortos no momento que agradar o Criador, louvado seja Seu nome".

### Judaísmo moderno
De acordo com Herbert C. Brichto, escrevendo para o Hebrew Union College Annual, do judaísmo reformador, o túmulo familiar é um conceito central para entender a visão da Bíblia judaica sobre a vida após a morte. Ele afirma que "não é meramente um respeito sentimental pelos restos físicos que é... a motivação da prática, mas, ao invés disso, uma conexão assumida entre a sepultura adequada e a condição de felicidade do morto na vida após a morte".
De acordo com Brichto, os primeiros israelitas acreditavam que os túmulos da família ou da tribo, unidos, e que esta coletividade unida é o que o termo hebraico sheol significa, o "túmulo coletivo dos humanos". Embora o termo não seja bem definido na Tanakh, o sheol seria um mundo subterrâneo para onde as almas dos mortos iriam depois que o corpo morre. Os babilônios tinham um mundo subterrâneo similar chamado Aralu e os gregos também, o Hades.

## Cristianismo

### Novo Testamento
Nos textos mais antigos do Novo Testamento, as epístolas paulinas, Paulo insiste que a ressurreição não envolve "carne e osso", argumentando, em I Coríntios 15:44, que os cristãos serão ressuscitados com um corpo espiritual ou "pneumático" (do grego πνεῦμα, "sopro"). Diversos estudiosos da Bíblia notaram que, de acordo com Paulo, a carne não tem papel nenhum na ressurreição, pois os cristãos são todos feitos imortais. Porém, nos Evangelhos, a ressurreição, como no caso da ressurreição de Jesus, é apresentada com uma ênfase cada vez maior na ressurreição da carne: o túmulo vazio em Marcos, as mulheres agarrando os pés de Jesus ressuscitado em Mateus, a insistência do Jesus ressuscitado de que ele era de "carne e osso" e não apenas um espírito ou "sopro" em Lucas até finalmente Jesus encorajar os discípulos que lhe toquem os ferimentos em João.

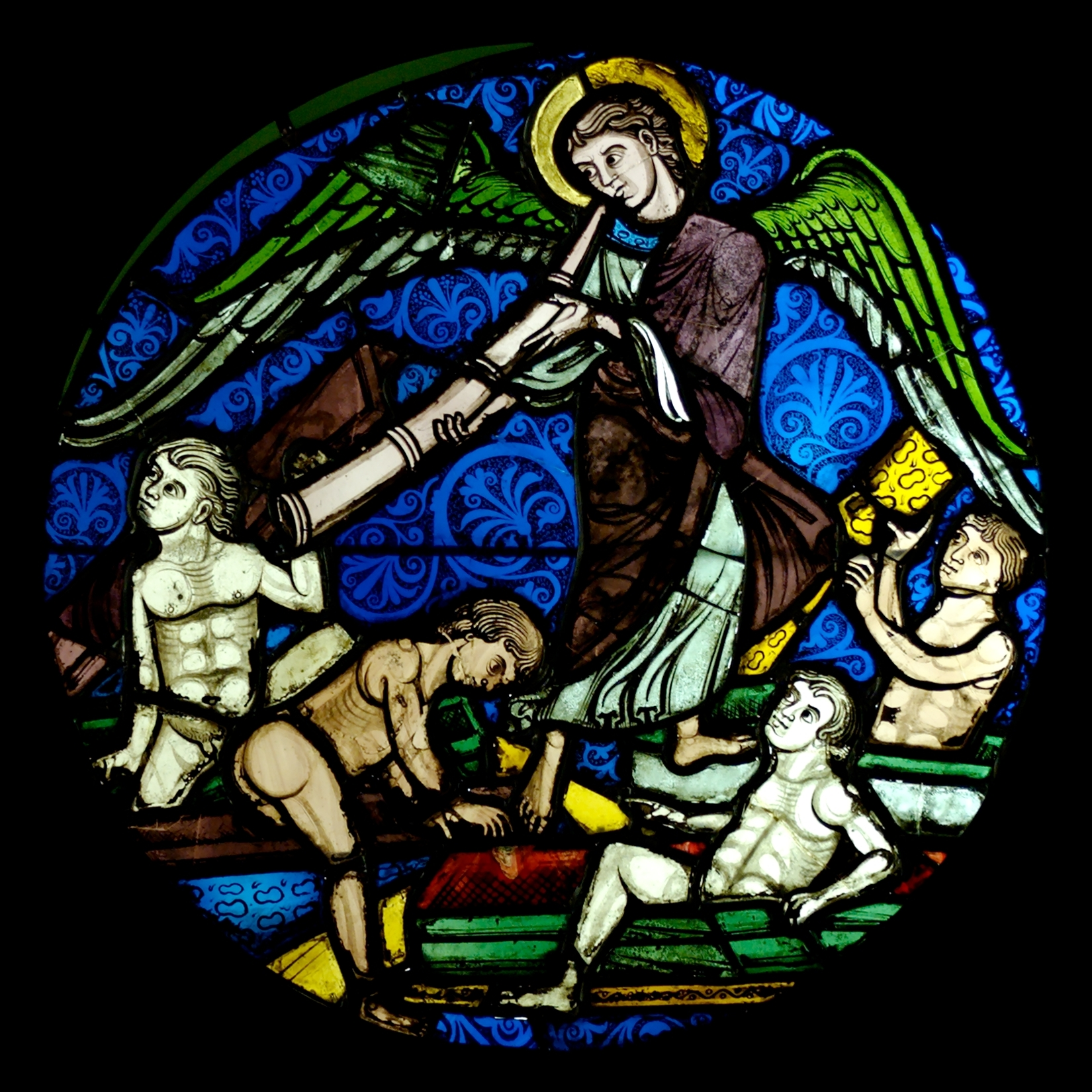
Vitral da ressurreição dos mortos no Musée national du Moyen Âge, em Paris.

Além disso, em Mateus 16 e Lucas 11, Jesus cita o Sinal de Jonas, uma alusão à ressurreição dos mortos. Nos Atos dos Apóstolos, capítulos 4, 17, 23 e 24, os apóstolos argumentam em defesa desta doutrina.

### Credo de Niceia e o cristianismo primitivo
Os Padres da Igreja Ireneu e Justino Mártir, no século II, escreveram contra a ideia de que apenas a alma sobreviveria. Justino insiste que uma pessoa é tanto corpo quanto alma e que Cristo prometera reviver ambos, da mesma forma que Seu próprio corpo foi ressuscitado.
Apesar de a doutrina cristã da ressurreição ser baseada nas crenças judaicas, a ênfase no quanto disto envolvia o corpo terreno aumentou conforme o cristianismo se espalhava por entre as populações gregas, como notou pela primeira vez o estudioso Dag Øistein Endsjø, que relacionou o fenômeno às tradicionais crenças gregas sobre a verdadeira imortalidade, que envolvia tanto o corpo quanto a alma. Embora o gregos acreditassem que uns poucos indivíduos teriam sido ressuscitados para uma imortalidade corporal]] e que este era, na verdade, o melhor destino possível, não havia uma crença grega numa ressurreição geral dos mortos. De fato, eles defendiam que, uma vez que o corpo tenha sido destruído, não haveria mais possibilidade de retorno à vida, pois nem mesmo os deuses poderia recriar o corpo. Como também foi demonstrado pela primeira vez por Endsjø, diversos Padres da Igreja mais antigos, como Pseudo-Justino, Justino Mártir, Tatiano, Ireneu e Atenágoras de Atenas, discutem sobre as crenças cristãs sobre a ressurreição dos mortos e tentaram encontrar formas de responder a este tradicional ceticismo grego à continuidade física pós-morte. O corpo humano não podia ser aniquilado, somente dissolvido — ele não poderia nem mesmo ser integrado ao corpo dos que o devorassem. Assim, Deus só teria, segundo eles, que remontar as pequenas partes dos corpos dissolvidos na ressurreição.
A maior parte das denominações cristãs professam acreditar no Credo de Niceia, que afirma a "ressurreição dos mortos". Elas continuam a defender a crença de que haverá uma ressurreição universal e geral dos mortos "no fim dos tempos", como disse Paulo: «...tem fixado um dia em que há de julgar o mundo com justiça pelo varão que para isto destinou...» (Atos 17:31) e «...que há de haver uma ressurreição tanto dos justos como dos injustos» (Atos 24:15).

### Catolicismo romano
De acordo com a Enciclopédia Católica, "Nenhuma doutrina da fé cristã, diz Santo Agostinho, é tão veementemente e obstinadamente refutada como a doutrina da ressurreição dos corpos... Esta oposição começou bem antes dos dias de Santo Agostinho".
De acordo com o Catecismo da Igreja Católica, o corpo depois da ressurreição é alterado para um corpo espiritual, imperecível:
| “ | Como? Cristo ressuscitou com o seu próprio corpo: «Vede as minhas mãos e os meus pés: sou Eu mesmo»; mas não regressou a uma vida terrena. De igual modo, n'Ele «todos ressuscitarão com o seu próprio corpo, com o corpo que agora têm» (575), mas esse corpo será «transformado em corpo glorioso» (576) em «corpo espiritual». | ” |
|   | — Catecismo da Igreja Católica, artigo 999. |   |

De acordo com a Suma Teológica, de Tomás de Aquino, seres espirituais que foram restaurados aos seus corpos glorificados terão as seguintes qualidades básicas:
- Impassibilidade — imunidade à morte e à dor;
- Sutileza (permeabilidade) — liberdade em relação à matéria;
- Agilidade — obediência ao espírito com relação ao movimento e espaço (habilidade de mover-se através do espaço e do tempo com a velocidade do pensamento);
- Clareza — beleza resplandecente da alma manifestada no corpo (como quando Jesus foi transfigurado no Monte Tabor)

### Luteranismo
Embora Martinho Lutero acreditasse na ressurreição dos mortos e ensinasse a doutrina combinada com a do sono da alma, esta não é a visão majoritária do Luteranismo e a maior parte dos luteranos tradicionalmente acreditam na ressurreição do corpo em combinação com uma alma imortal.
De acordo com o Sínodo de Missouri da Igreja Luterana (LCMS), no último dia, todos os mortos serão ressuscitados. Suas almas então serão reunidas aos mesmos corpos que tinham antes de morrer. Os corpos serão então alterados, o dos injustos para um estado de eterna vergonha e tormento, o dos justos para uma estado de eterna glória celestial.

### Anglicanismo

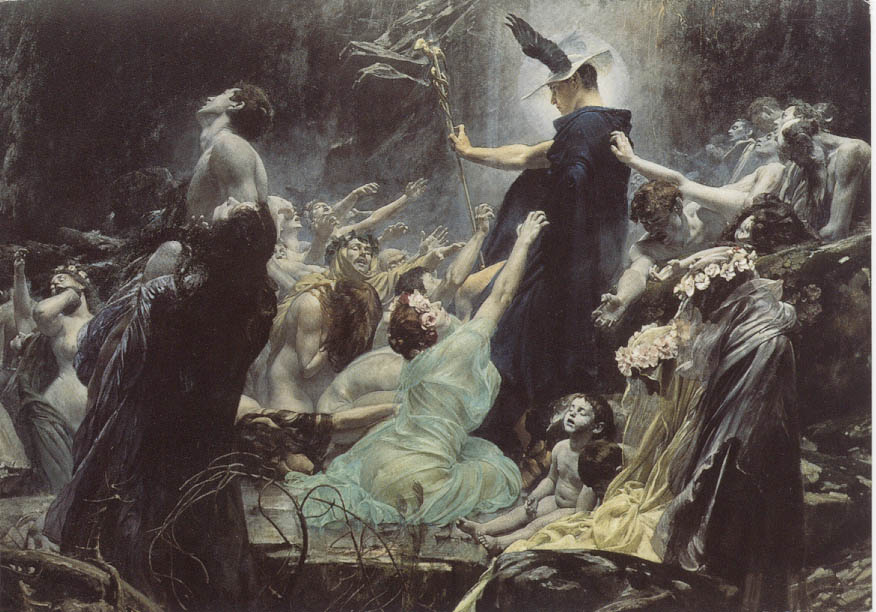
Almas às margens do Aqueronte, o rio que levava ao Hades na mitologia grega. Segundo os gregos, a alma era imortal e ia para o Hades depois da morte do corpo. Esta crença era a principal adversária do cristianismo primitivo e da doutrina da ressurreição dos mortos.
1898. Por Adolf Hirémy-Hirschl, atualmente no Österreichische Galerie Belvedere, na Áustria.

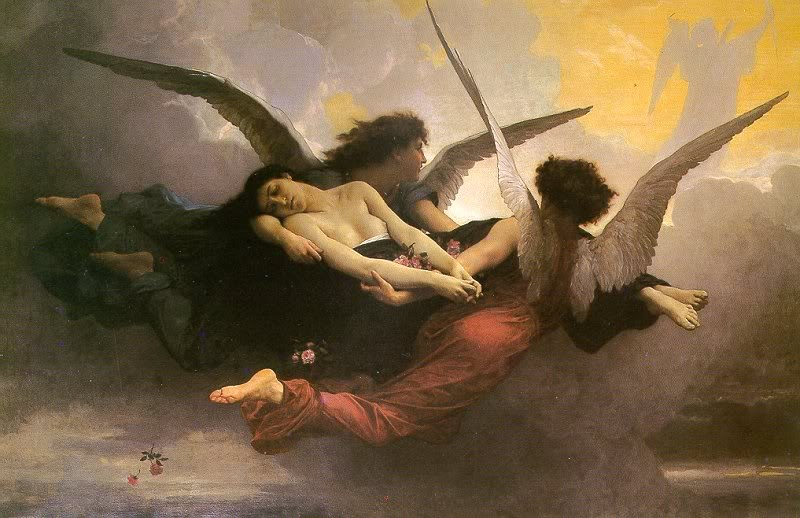
Alma sendo levada ao céu. Segundo alguns estudiosos, a mudança de foco da ressurreição para a ida da alma para o céu é um retorno à antiga crença greco-romana da alma imortal.
Por William-Adolphe Bouguereau.

Há muitos teólogos, como Thomas Oden, escritores cristãos muito populares, como Randy Alcorn, e estudiosos cristãos, como o bispo anglicano de Durham, N.T. Wright, que defenderam a primazia da ressurreição para a fé cristã.
Entrevistado pela revista Time em 2008, Wright falou da "ideia de uma ressurreição corpórea que as pessoas negam quando falam de suas 'almas indo para o céu'" acrescentando: "Eu já ouvi muitas vezes pessoas dizendo 'Eu irei para o céu logo e não precisarei deste corpo estúpido aqui, graças a Deus'. Esta é uma distorção perigosa, ainda mais por ser não intencional". Ele explica: "Na Bíblia, somos ensinados que, se morrermos e entramos num estado intermediário. Isto é 'consciente', mas comparável à sensação de estar vivo corporalmente será como estar dormindo. A isto se seguirá a ressurreição em novos corpos... Nossa cultura está muito interessada na vida depois da morte, mas o Novo Testamento está muito mais interessado no que eu chamo de vida após a vida após a morte".

### Metodistas e outros evangélicos
O reverendo M. Douglas Meeks, professor de teologia na Vanderbilt Divinity School, afirma que "é muito importante para os cristãos acreditarem na ressurreição do corpo". F. Belton Joyner, United Methodist Answers, afirma que o "Novo Testamento não fala de uma imortalidade natural da alma, como se ela não morresse de fato. Ele fala da ressurreição do corpo, a mesma afirmação que é feita cada vez que proferimos o histórico Credo dos Apóstolos e o clássico Credo de Niceia"
No ¶128 do "Livro da Disciplina" da Igreja Metodista Livre está escrito: "Haverá a ressurreição corporal dos mortos tanto dos justos quanto dos injustos, dos que fizeram bem para a ressurreição da vida, dos que fizeram mal para a ressurreição da danação. O corpo ressuscitado será um corpo espiritual, mas a pessoa irá estar completa e identificável. A ressurreição de Cristo é a garantia da ressurreição para a vida dos que estão n'Ele". John Wesley, o fundador da Igreja Metodista, em seu sermão "Sobre a Ressurreição dos Mortos", defendeu a doutrina, afirmando: "Há muitos lugares das Escrituras que a declaram claramente. São Paulo, no versículo 53 deste capítulo, nos conta que 'é necessário que este corpo corruptível se revista da incorruptibilidade, e que este corpo mortal se revista da imortalidade' [ I Coríntios 15:53 ]. Além disso, diversos hinos metodistas importantes, como os de Charles Wesley, ligam a "nossa ressurreição" com a "ressurreição de Cristo".
"A Base Doutrinária da Aliança Evangélica" (The Doctrinal Basis of the Evangelical Alliance) afirma a crença na "ressurreição dos corpos, o julgamento do mundo por nosso Senhor Jesus Cristo, com benção eterna para os justos e a eterna punição para os ímpios".

### Igrejas Batistas
James Leo Garrett Jr.,  E. Glenn Hinson e  James E. Tull escreveram que "os batistas tradicionalmente tem defendido a crença de que Cristo se ergueu triunfal sobre a morte, o pecado e o inferno numa ressurreição corporal da morte".

### Anabatistas, Testemunhas de Jeová e Restauracionistas
Diversas denominações cristãs, como os anabatistas e os socinianos da Reforma Protestante, os Adventistas do Sétimo Dia, cristadelfianos, testemunhas de Jeová e teólogos de diferentes tradições rejeitam a ideia da imortalidade de uma alma não física denunciando o que acreditam ser uma vestígio do neoplatonismo e outras tradições pagãs no cristianismo. Para eles, os mortos permanecem mortos (e não seguem imediatamente para o céu, inferno ou purgatório) até que a ressurreição física de alguns ou de todos os mortos ocorra no fim dos tempos, numa ressurreição geral. Alguns grupos, principalmente os cristadelfianos, consideram que não haverá uma ressurreição universal e que é justamente quando se dará a ressurreição que o Juízo Final se realizará, com a ressurreição somente dos justos.

### Milenialistas
Alguns comentaristas bíblicos interpretam o Apocalipse como implicando em duas ressurreições dos mortos, uma antes do "Milênio" e a outra depois.

### A Igreja de Jesus Cristo dos Santos dos Últimos Dias
De acordo com a Igreja de Jesus Cristo dos Santos dos Últimos Dias (conhecida como "LDS", de seu nome em inglês, Later Day Saints; conhecidos como "mórmons"), os espíritos dos mortos existem num lugar chamado mundo espiritual antes da ressurreição, que é similar, apesar de fundamentalmente diferente, do tradicional conceito de "céu" e "inferno". Acredita-se que o espírito mantenha suas vontades, crenças e desejos na vida após a morte.
A doutrina LDS ensina que Jesus Cristo foi a primeira pessoa a ser ressuscitada e que todos os que viveram na terra serão ressuscitados por causa d'Ele, independente de como viveram suas vidas. A LDS ensina que não são todos ressuscitados ao mesmo tempo; os justos irão numa "primeira ressurreição" e os pecadores impenitentes, na "última ressurreição".
Acredita-se que a ressurreição reúna novamente o espírito e o corpo novamente e a LDS ensina que o corpo (carne e osso) serão reunidos e tornados incorruptíveis, um estado que inclui a imortalidade.
Segundo a doutrina da LDS, acredita-se ainda que uns poucos indivíduos excepcionais podem ser removidos da terra "sem experimentarem a morte". Este evento é chamado de translação e acredita-se que estes indivíduos mantenham seus corpos num estado purificado, embora eles também, quando a hora chegar, deverão receber a ressurreição.

### Pouca ênfase moderna
Os primeiros Padres da Igreja defenderam a ressurreição dos mortos contra a crenças pagã de que a alma imortal seguia para mundo subterrâneo imediatamente depois da morte. Hoje em dia, porém, é uma crença cristã muito popular a de que as almas dos justos vão direto para o céu.
No final do período medieval, a era moderna trouxe consigo uma mudança no pensamento cristão, da ênfase na ressurreição do corpo de volta para a imortalidade da alma. Esta mudança foi o resultado de uma mudança no "zeitgeist", uma reação ao Renascimento e finalmente ao Iluminismo. Dartigues observou que "especialmente entre os séculos XVII e XIX, a linguagem piedosa popular já não invocava mais a ressurreição da alma, mas vida eterna. Embora os livros-texto teológicos ainda mencionassem a ressurreição, lidavam com ela mais como uma questão especulativa do que como um problema existencial".
Esta mudança foi apoiada não apenas pelas Escrituras, mas principalmente pela religião popular do Iluminismo, o chamado "deísmo", que permitia a existência de um ser supremo, como a causa primeira ou a Mónade filosófica, mas rejeitava qualquer interação pessoal com ela. O deísmo, que foi principalmente liderado pela racionalidade e pela razão, permitia a crença da imortalidade da alma, mas não necessariamente na ressurreição dos mortos. O deísta americano Ethan Allen exprime exatamente este ponto de vista em sua obra "Razão, o Único Oráculo do Homem" (Reason the Only Oracle of Man; 1784), na qual ele argumenta, no prefácio, que quase todos os problemas filosóficos estão além da compreensão humana, incluindo os milagres do cristianismo, mas permite a existência de uma alma imaterial imortal.

### Influência na Lei e nos costumes

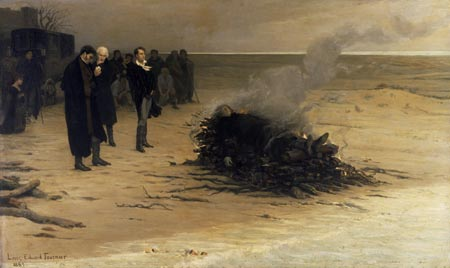
Cremação do poeta Percy Bysshe Shelley. A cremação foi um tabu durante muito tempo por causa da ligação entre o corpo físico e a ressurreição.
1889.Por Louis Édouard Fournier.

Antigamente, acreditava-se amplamente que, para ser ressuscitado no Juízo Final, o corpo deveria estar inteiro e, preferencialmente, orientado com os pés para o leste para que a pessoa se levantasse olhando para Deus
Um Ato do Parlamento do reinado de Henrique VIII estipulava que apenas os cadáveres de assassinos executados poderiam ser utilizados em dissecações, o que era visto como uma "punição adicional" pelo crime cometido. Se uma pessoa acredita que o desmembramento do corpo após a morte impede a possibilidade da ressurreição de um corpo intacto no Juízo Final, então uma execução pós-morte é uma forma efetiva de punir um criminoso.
As atitudes em relação a este tema mudaram muito devagar em muitos países. No Reino Unido, por exemplo, a ligação entre o corpo e a ressurreição só foi rompida no início do século XX, quando a cremação foi legalizada em 1902.

## Islã
No islã, acredita-se que o Yawm al-Qiyāmah (em árabe: يوم القيامة; "o Dia da Ressurreição")  ou Yawm ad-Din (em árabe: يوم الدين; "o Dia do Julgamento") seja o dia em que Deus ("Alá") fara seu julgamento sobre a humanidade. A sequência de eventos, de acordo com a versão majoritária, é a aniquilação de todas as criaturas, a ressurreição dos corpos e o julgamento de todas as criaturas inteligentes.
A data exata em que estes eventos irá ocorrer é desconhecida, porém, diz-se que haverá grandes e pequenos sinais que ocorrerão perto da época do Qiyamah. Muitos versos corânicos, especialmente os mais antigos, são dominados pela ideia da aproximação constante do dia da ressurreição.